# Olinda
Olinda é um município brasileiro do estado de Pernambuco. Pertence à Região Metropolitana do Recife, distando seis quilômetros da capital pernambucana.
Fundada em 1535, Olinda é a mais antiga entre as cidades brasileiras declaradas Patrimônio Histórico e Cultural da Humanidade pela UNESCO, e foi o segundo centro histórico do país a receber tal título, em 1982, após Ouro Preto. Em que pesem a descaracterização de parte do seu casario histórico e a perda de diversos exemplares da arquitetura quinhentista com o ataque holandês, Olinda abriga dezenas de igrejas e conventos barrocos de inestimável valor histórico, e mantém o seu traçado urbano colonial. É uma localidade de grande relevo na história do Brasil.
Olinda foi a urbe mais rica do Brasil Colônia entre o século XVI e as primeiras décadas do século XVII de acordo com escritores da época como Pero de Magalhães Gândavo, chegando a ser referida como uma "Lisboa pequena", dada a opulência só comparável à da Corte portuguesa. Desenvolveu-se em torno do antigo Castelo de Duarte Coelho, primeira casa-forte brasileira. Foi sede do Brasil colonial entre 1624 e 1625 por ocasião das invasões neerlandesas: Matias de Albuquerque foi nomeado Governador-Geral, administrando a colônia a partir de Olinda.
A vila manteve-se próspera até a invasão holandesa à Capitania de Pernambuco, quando os neerlandeses, após retirar os materiais nobres das edificações para construir suas casas na capital da Nova Holanda (Recife), incendiaram Olinda. Com o término da Insurreição Pernambucana, Olinda voltou a ser a sede da capitania, porém sem a influência de outrora, o que ocasionou conflitos como a Guerra dos Mascates. Em 1827, a cidade deixou de ser a capital de Pernambuco. Já em 2006, Olinda foi eleita a primeira Capital Brasileira da Cultura, após concorrer com as cidades de Salvador e João Pessoa.

## Etimologia
Um mito popular diz que o nome "Olinda" teria a sua origem numa suposta exclamação do fidalgo português Duarte Coelho, primeiro donatário da Capitania de Pernambuco (ou de um de seus colonos) – "Oh, linda situação para se construir uma vila!". O historiador Francisco Adolfo de Varnhagen, porém, considerava ridícula essa etimologia, preferindo a hipótese de uma referência a alguma localidade de Portugal (como Linda-a-Velha ou Linda-a-Pastora), ou a Olinda, personagem feminina do romance de cavalaria Amadis de Gaula, romance este muito lido na época da fundação da cidade.

## História
Por volta do ano 1000, os índios tapuias que habitavam a região foram expulsos para o interior do continente pela chegada de povos tupis procedentes da Amazônia. No século XVI, quando chegaram os primeiros europeus à região, ela era ocupada pela tribo tupi dos caetés. Localizada no atual estado de Pernambuco, é uma das mais antigas cidades brasileiras, tendo sido fundada (ainda como um povoado) em 1535 pelo primeiro donatário da Capitania de Pernambuco, o português Duarte Coelho. Duarte fez tudo pelo desenvolvimento da terra: fundou o primeiro engenho de açúcar, desenvolveu a agricultura e estabeleceu um livro de tombo.
O povoado foi elevado a vila em 12 de março de 1537. Duarte Coelho ordenou a construção de um edifício destinado ao funcionamento da Câmara do Senado de Olinda, prédio este doado, em 1676, ao primeiro bispo de Olinda, Dom Estevam Brioso de Oliveira, que o converteu em um palácio episcopal, até hoje bem conservado. Olinda era sede da capitania de Pernambuco, mas foi incendiada pelos holandeses devido à sua localização. Segundo a concepção holandesa de fortificação, Olinda detinha um perfil de difícil defesa. Diante disso, a sede foi transferida para o Recife.
Em 1630, Olinda foi tomada pelos holandeses, que a incendiaram no ano seguinte; em 1654 os portugueses retomaram o poder e expulsaram os holandeses. Olinda voltou a ser capital de Pernambuco, muito embora os governadores residissem em Recife. Foi no Senado da Câmara de Olinda que, a 10 de novembro de 1710, o sargento-mor Bernardo Vieira de Melo deu o primeiro grito em prol da independência nacional.
Por volta de 1800, com a fundação do Seminário Diocesano e, em 1828, do Curso Jurídico, transformou-se num burgo de estudantes. Sob certos aspectos, Olinda rivalizava com a metrópole portuguesa. Seus velhos sobrados tinham dobradiças de bronze, enquanto as igrejas, principalmente a Sé, ostentavam, em suas portas principais, dobradiças de prata e chaves fundidas em ouro. Os primeiros cursos jurídicos do Brasil, criados pelo Decreto Imperial de 11 de agosto de 1827, foram inaugurados solenemente no Mosteiro de São Bento, a 15 de maio de 1828. Antes de sua transferência para Recife, os cursos jurídicos funcionaram no prédio em que atualmente se encontra a prefeitura. Em 1827, com a transferência do governo provincial para o Recife, Olinda deixou de ser a capital de Pernambuco. Em 1860, o astrônomo francês Emmanuel Liais descobriu, no Observatório do Alto da Sé, o primeiro cometa relatado a partir de observações na América Latina e o único descoberto no Brasil, que recebeu a denominação de Cometa Olinda.
De acordo com a Lei Federal nº 6.863, de 26 de novembro de 1980, a Cidade de Olinda, no Estado de Pernambuco, foi elevada à condição de monumento nacional, título concedido a locais ou construções que representam aspectos relevantes da história, da cultura ou do patrimônio de um país, e que merecem ser preservados e celebrados.

## Geografia
De acordo com a divisão regional vigente desde 2017, instituída pelo IBGE, o município pertence às regiões geográficas intermediária e imediata do Recife. Até então, com a vigência das divisões em microrregiões e mesorregiões, fazia parte da microrregião do Recife, que por sua vez estava incluída na mesorregião Metropolitana do Recife.
Olinda está localizado no litoral do estado de Pernambuco, distando seis quilômetros do Recife. Situa-se na Região Metropolitana do Recife, limitando-se com o Oceano Atlântico a leste e os municípios de Paulista (norte) e Recife (sul e oeste), detendo uma área territorial de 41,3 km² (0,0421% do território pernambucano), dos quais 39,7902 km² constituem a área urbana.
A altitude média do município é de dezesseis metros acima do nível do mar. O relevo é formado por planícies e colinas, algumas delas íngremes. Olinda possui a maior parte de seu território na bacia hidrográfica do rio Paratibe (55,13%) e o restante na bacia do rio Capibaribe (44,87%). A vegetação é formada por Mata Atlântica, com espécies de grande porte.

### Clima
O clima do município é tropical úmido, do tipo Am na classificação climática de Köppen-Geiger, típico do litoral leste nordestino, com temperaturas médias mensais sempre superiores a 18 °C, baixas amplitudes térmicas, precipitações abundantes na maior parte do ano e alta umidade relativa do ar.
Segundo dados do Instituto Nacional de Meteorologia (INMET), referentes ao período de 1931 a 1966 (até 30 de junho), a menor temperatura registrada em Olinda foi de 17,1 °C em 28 de julho de 1955 e a maior de 33,2 °C em 19 de janeiro de 1942. O maior acumulado de precipitação em 24 horas foi de 228,3 milímetros (mm) em 11 de junho de 1933. Outros grandes acumulados iguais ou superiores a 150 mm foram: 187,3 mm em 17 de maio de 1946, 184,3 mm em 20 de janeiro de 1961, 183,7 mm em 6 de junho de 1962 e 150,1 mm em 21 de fevereiro de 1934.
| Dados climatológicos para Olinda                                                         | Dados climatológicos para Olinda | Dados climatológicos para Olinda | Dados climatológicos para Olinda | Dados climatológicos para Olinda | Dados climatológicos para Olinda | Dados climatológicos para Olinda | Dados climatológicos para Olinda | Dados climatológicos para Olinda | Dados climatológicos para Olinda | Dados climatológicos para Olinda | Dados climatológicos para Olinda | Dados climatológicos para Olinda | Dados climatológicos para Olinda |
| Mês                                                                                      | Jan                              | Fev                              | Mar                              | Abr                              | Mai                              | Jun                              | Jul                              | Ago                              | Set                              | Out                              | Nov                              | Dez                              | Ano                              |
| ---------------------------------------------------------------------------------------- | -------------------------------- | -------------------------------- | -------------------------------- | -------------------------------- | -------------------------------- | -------------------------------- | -------------------------------- | -------------------------------- | -------------------------------- | -------------------------------- | -------------------------------- | -------------------------------- | -------------------------------- |
| Temperatura máxima recorde (°C)                                                          | 33,2                             | 32,7                             | 33                               | 32,3                             | 31,3                             | 29,8                             | 29,6                             | 29,6                             | 30,6                             | 31,2                             | 31,7                             | 32,2                             | 33,2                             |
| Temperatura mínima recorde (°C)                                                          | 19,4                             | 20,2                             | 19,9                             | 19,7                             | 18,3                             | 17,6                             | 17,1                             | 17,3                             | 18,4                             | 18,9                             | 19,4                             | 20,2                             | 17,1                             |
| Precipitação (mm)                                                                        | 86,4                             | 89,4                             | 142                              | 247,4                            | 279                              | 361,4                            | 264,2                            | 155,3                            | 72,8                             | 26,1                             | 29,9                             | 49,2                             | 1 803                            |
| Fonte: Instituto Nacional de Meteorologia (recordes de temperatura de 1931 a 30/06/1966) |                                  |                                  |                                  |                                  |                                  |                                  |                                  |                                  |                                  |                                  |                                  |                                  |                                  |
| Fonte 2: Atlas Climatológico do Estado de Pernambuco (precipitação: 1991-2020)           |                                  |                                  |                                  |                                  |                                  |                                  |                                  |                                  |                                  |                                  |                                  |                                  |                                  |

## Demografia
Segundo o IBGE, Olinda tinha em 2022 uma população de 349 976 habitantes numa área de 41,3 km². Olinda é um município essencialmente habitacional, comercial e turístico. Pode-se dizer que é uma cidade dormitório em relação à vizinha capital pernambucana, Recife.

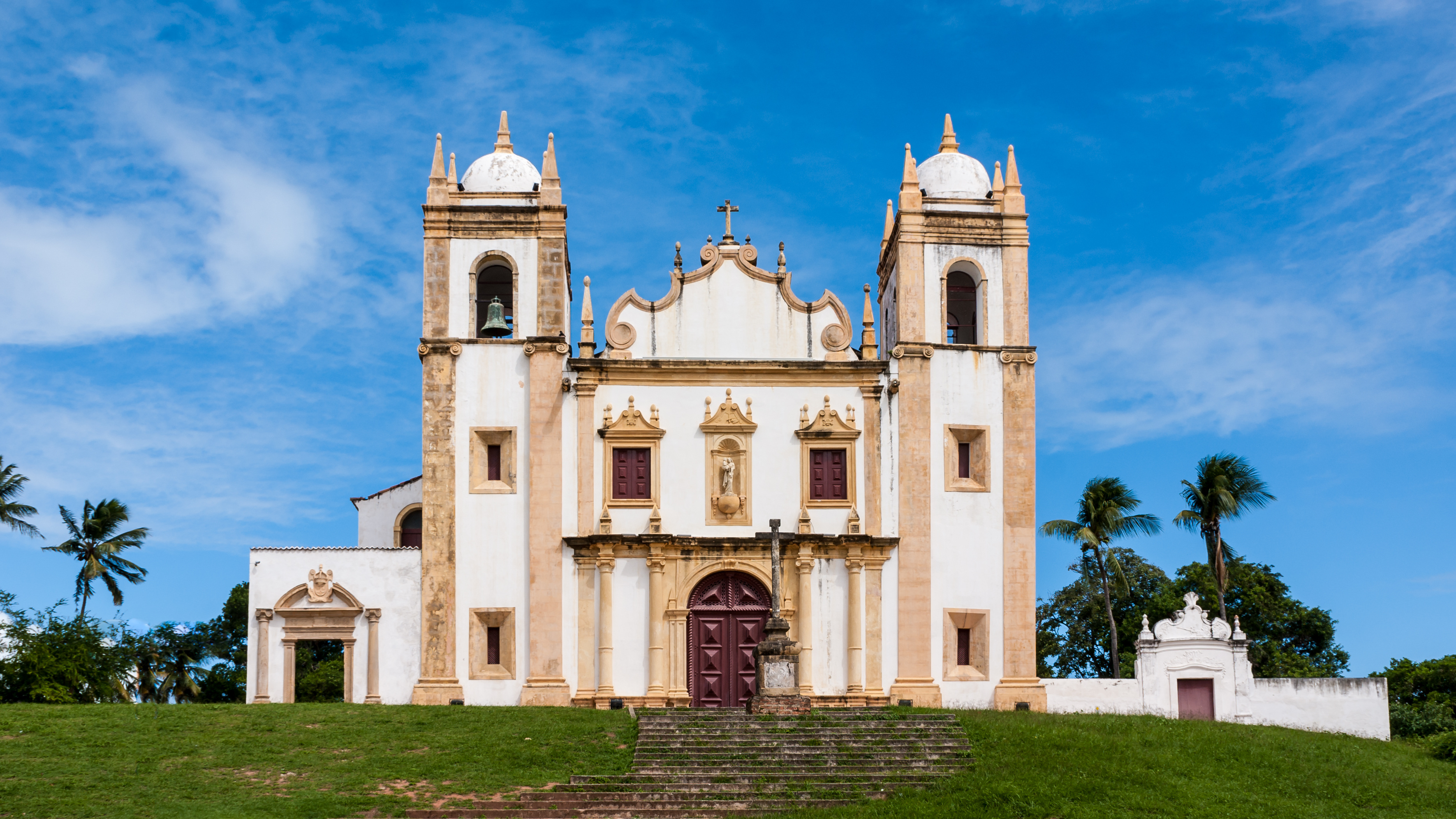
Igreja do Carmo de Olinda, primeiro templo da Ordem dos Carmelitas nas Américas
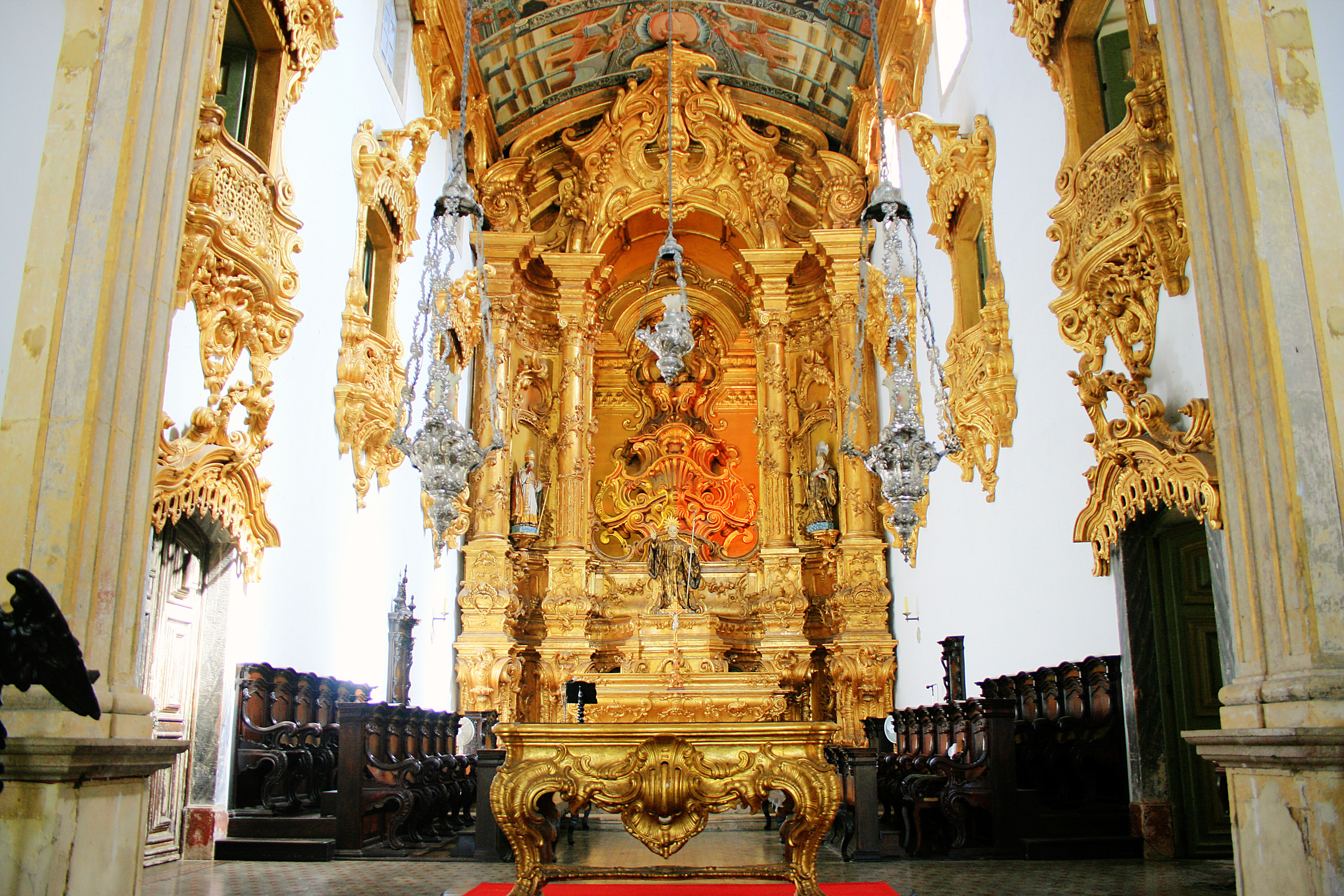
Altar-mor da Basílica de São Bento
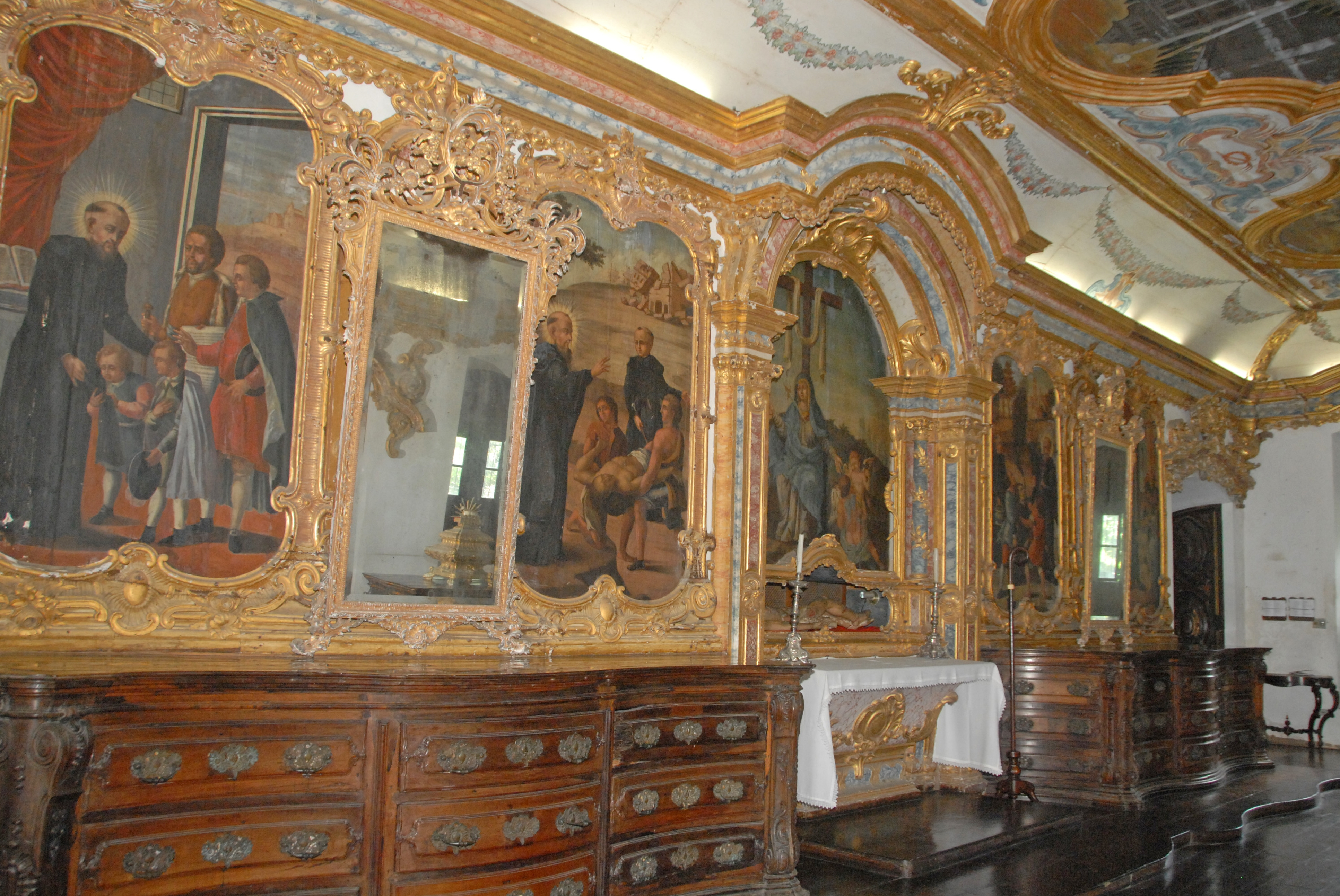
Sacristia do Mosteiro de São Bento
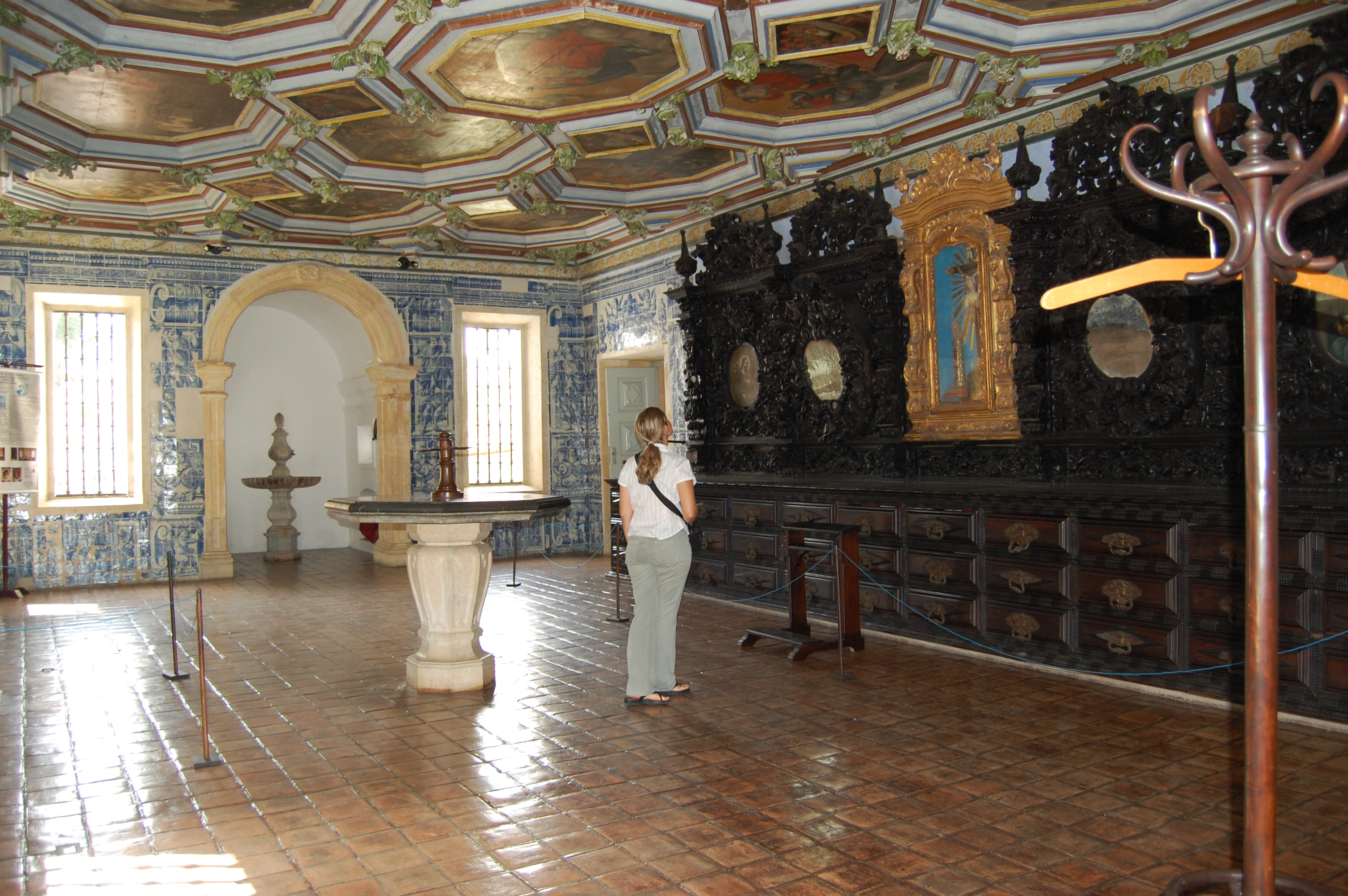
Sacristia do Convento de São Francisco
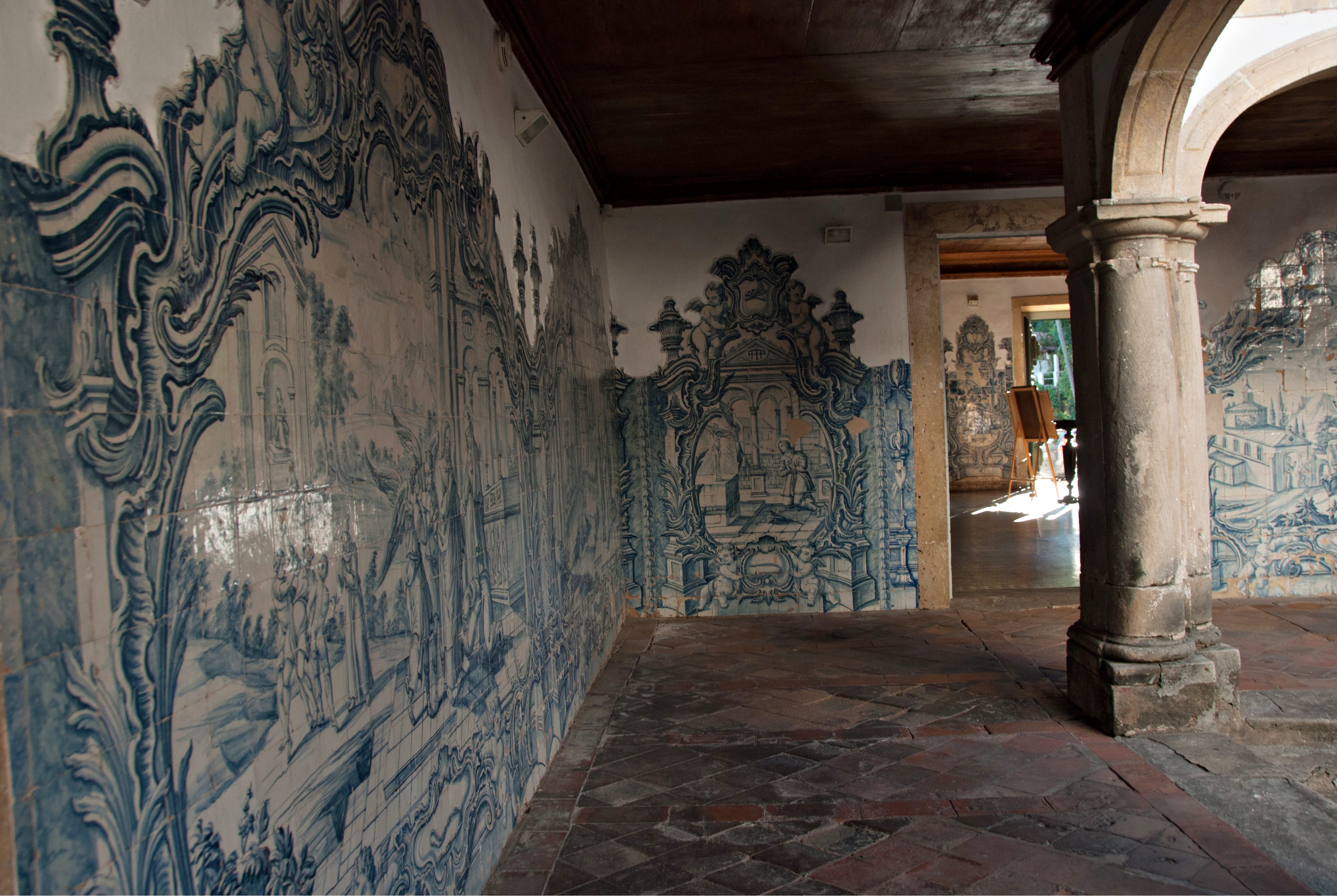
Azulejos do Convento de São Francisco
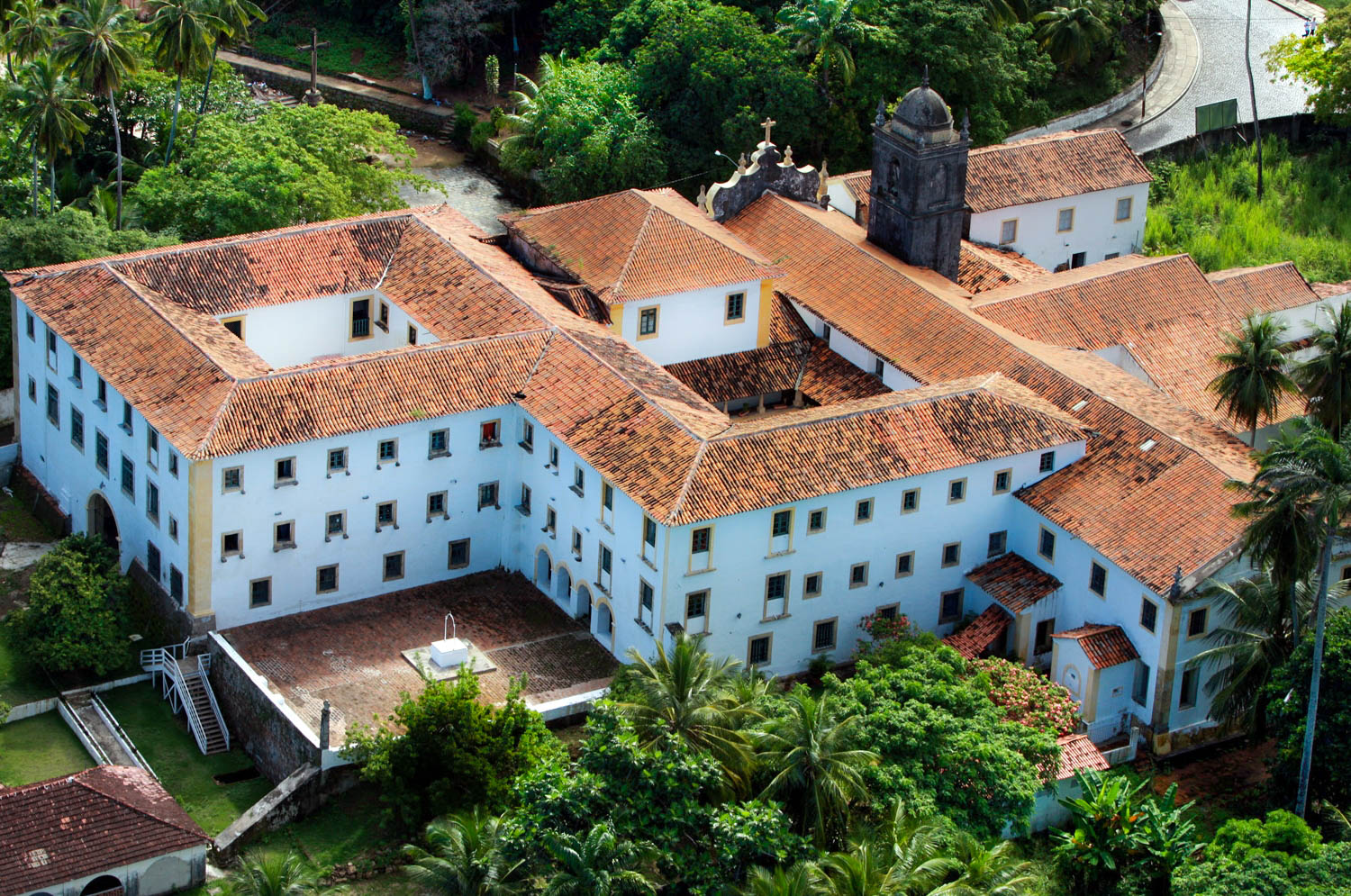
Parte posterior do Convento de São Francisco
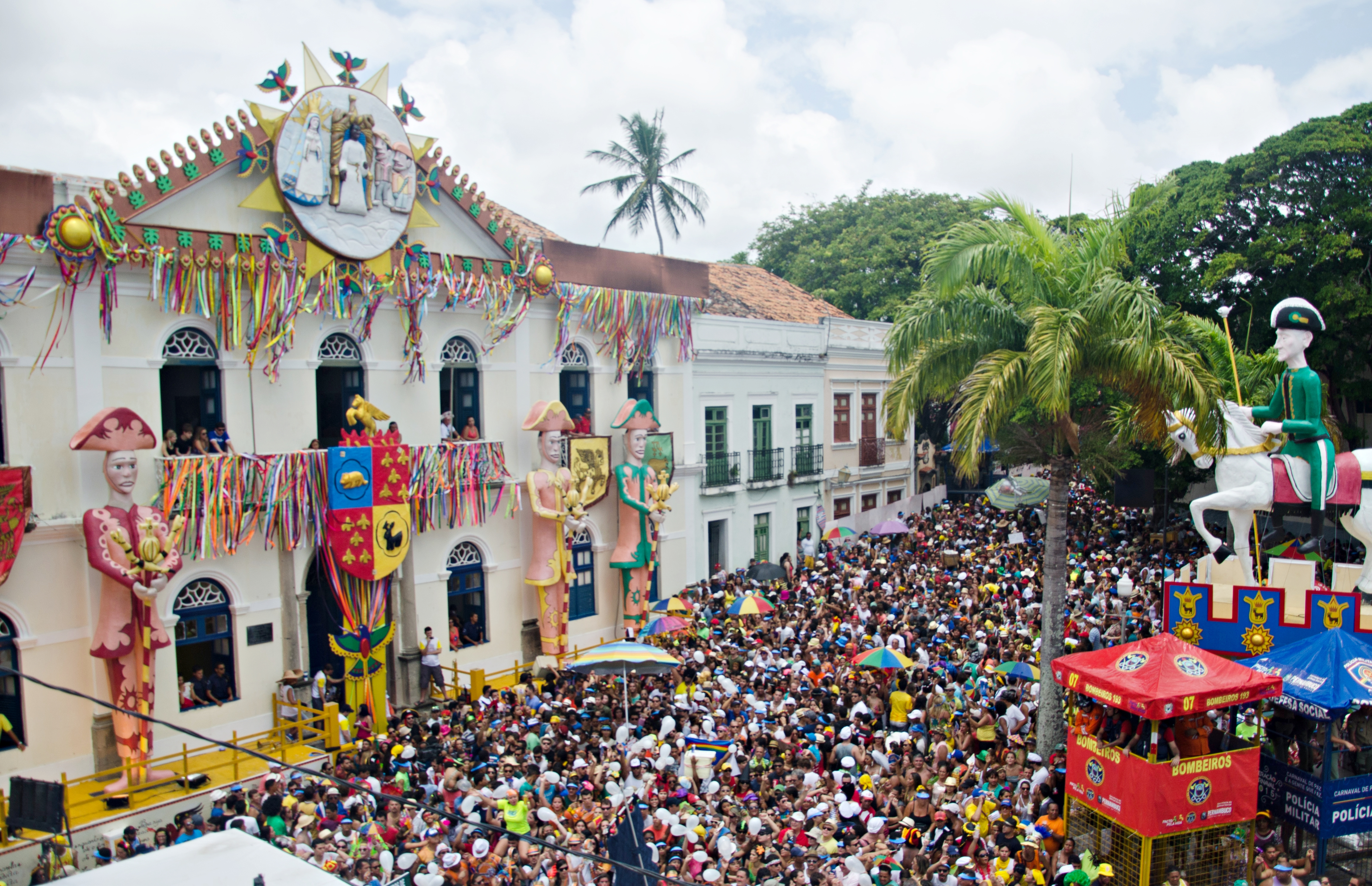
Prefeitura de Olinda com decoração carnavalesca
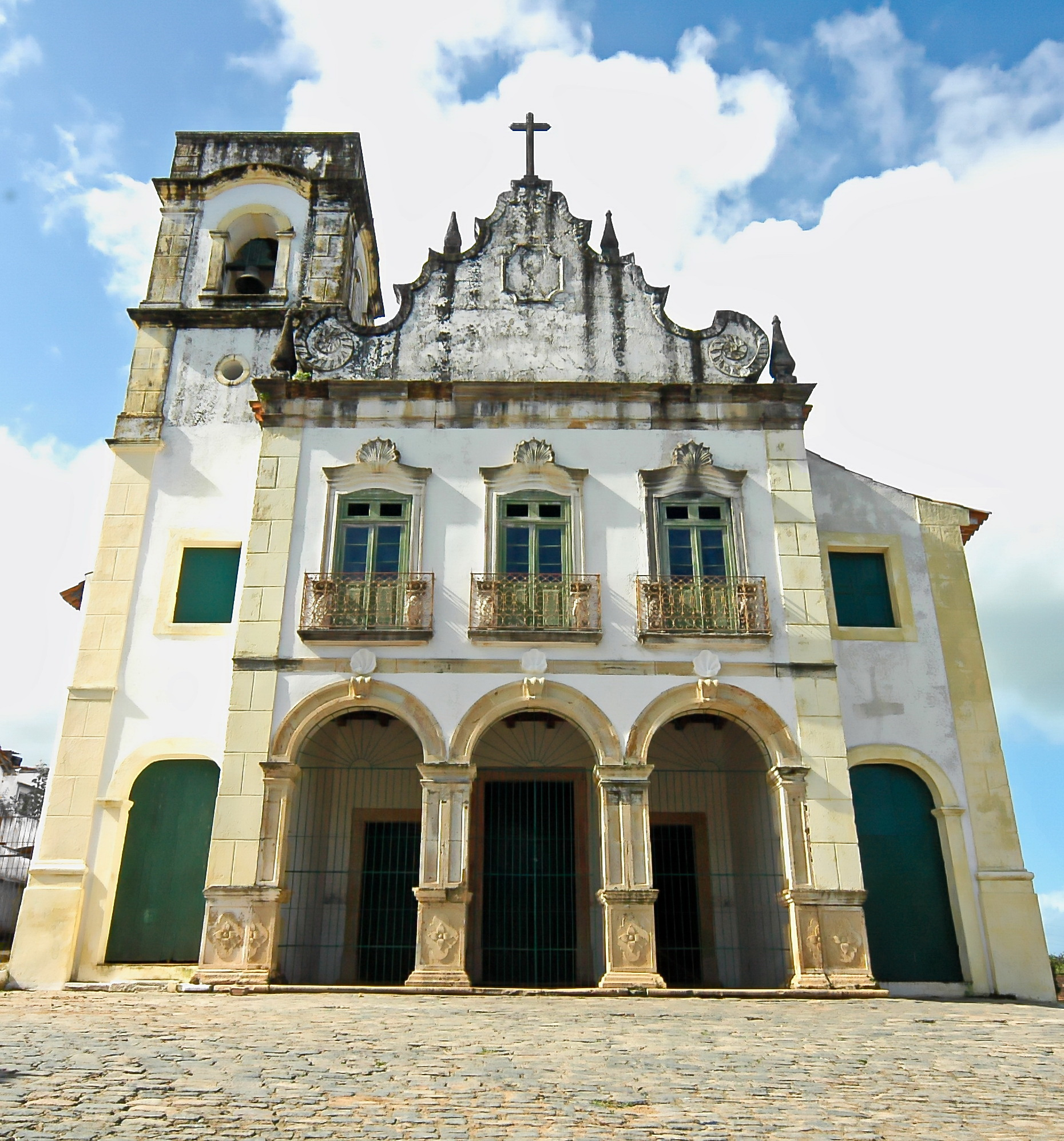
Igreja do Rosário dos Pretos de Olinda, primeira igreja do Brasil pertencente a uma irmandade de negros
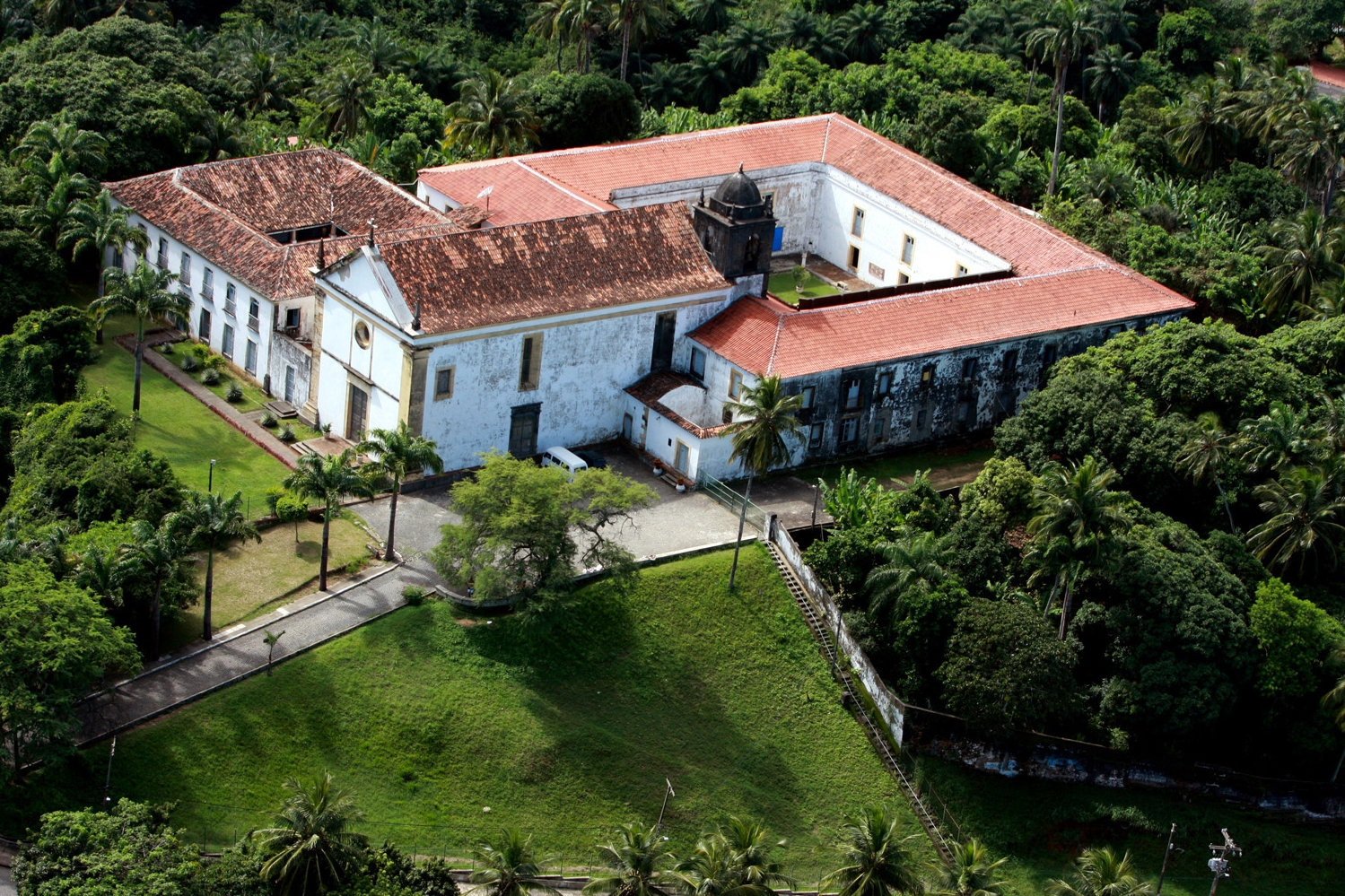
Seminário de Olinda e Igreja de Nossa Senhora da Graça
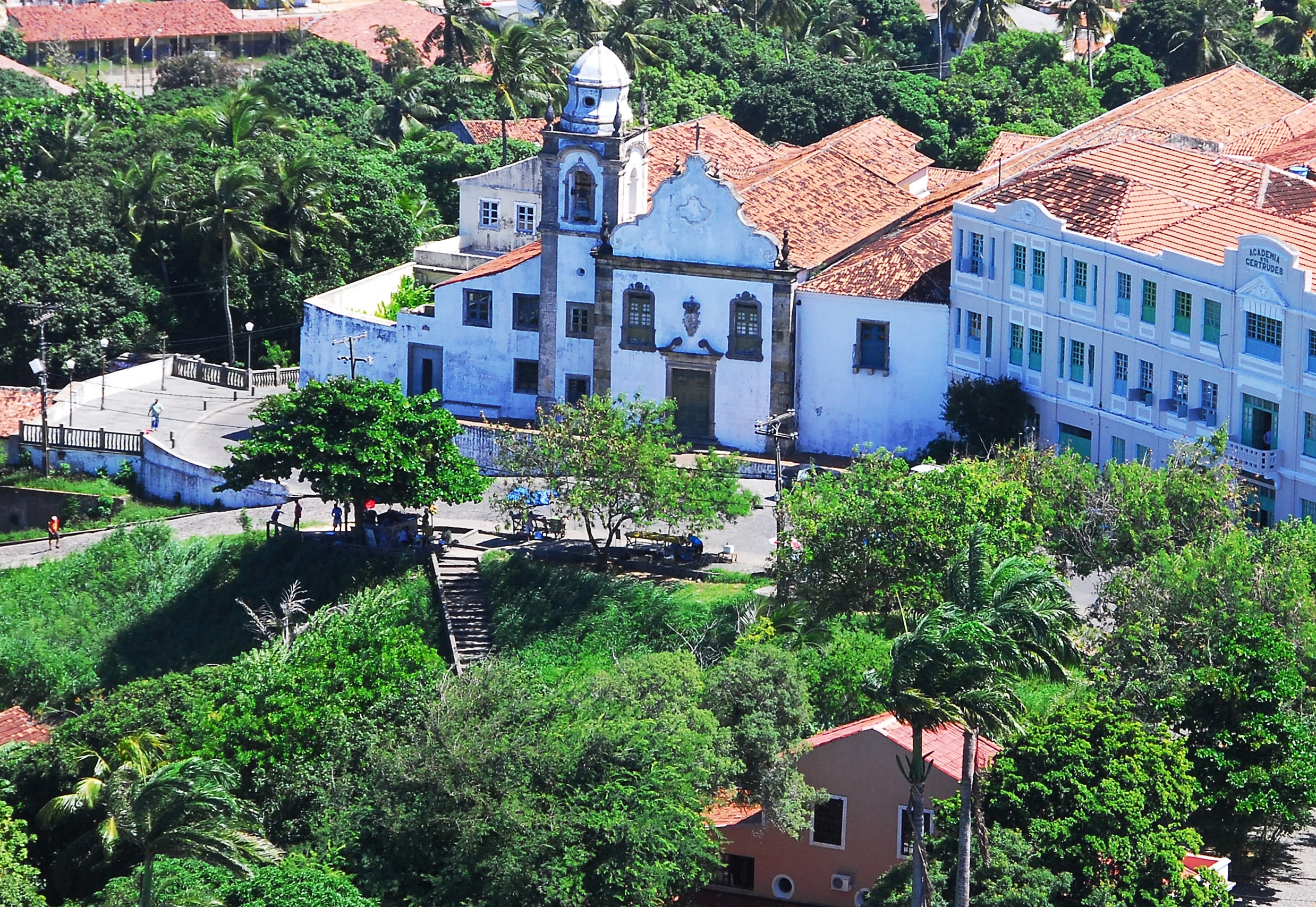
Igreja da Misericórdia e a antiga Santa Casa de Misericórdia de Olinda (primeiro hospital do Brasil)

## Infraestrutura

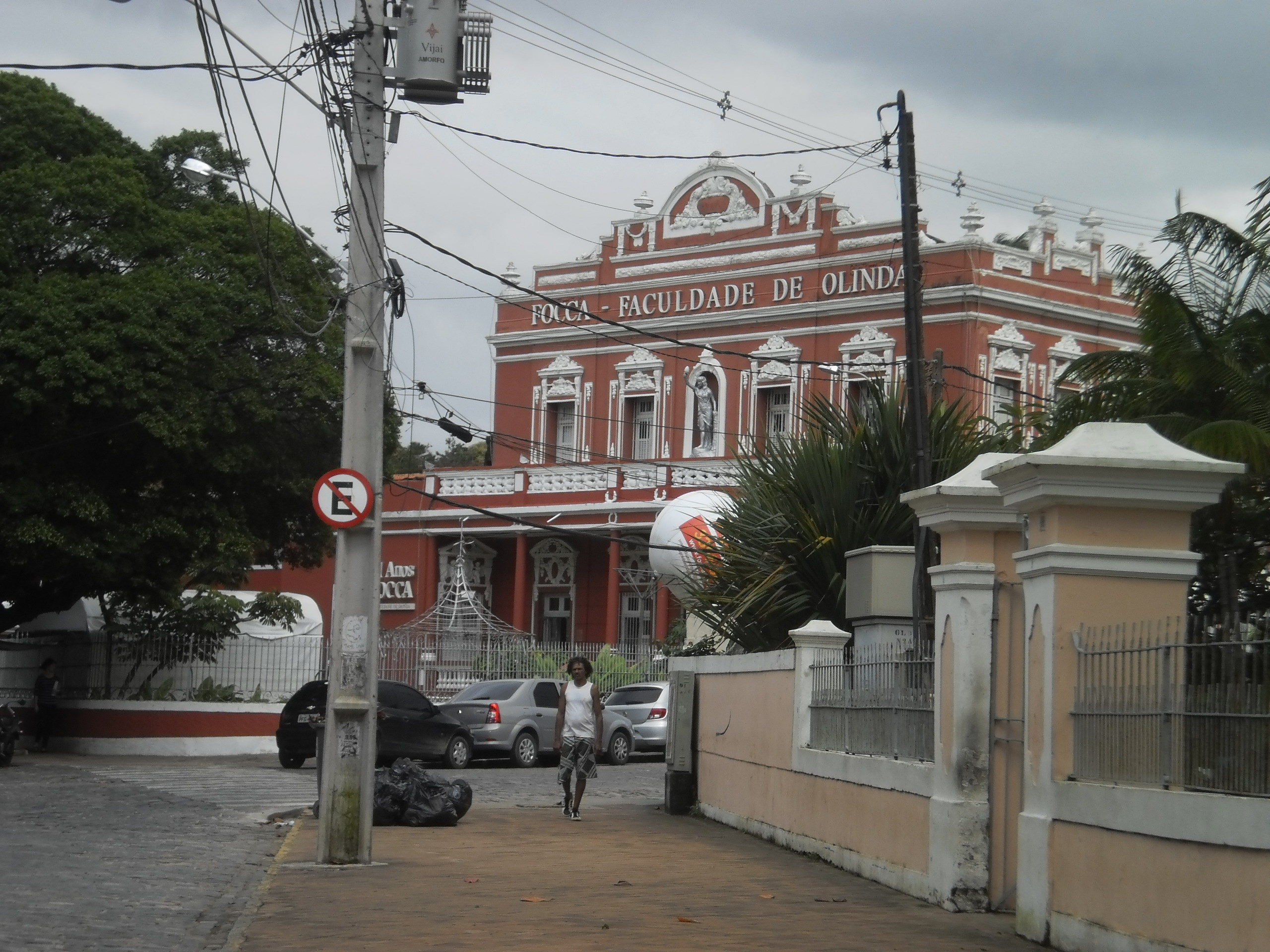
Faculdade Olindense de Ciências Contábeis e Administrativas (FOCCA)

### Educação
Instituições de ensino superior
- Instituto Federal de Educação Ciência e Tecnologia de Pernambuco, Campus Olinda - IFPE[30]
- Faculdade de Olinda - FOCCA[31]
- Faculdades Integradas Barros Melo - FIBAM[32]
- Faculdade de Ciências Humanas de Olinda - FACHO[33]
- Faculdade de Comunicação, Tecnologia e Turismo de Olinda - FACOTTUR[34]
- Instituto de Ensino Superior de Olinda - IESO[35]
- Faculdade Joaquim Nabuco[36]
- Faculdade de Medicina de Olinda - FMO[37]
- Universidade Maurício de Nassau - UNINASSAU

### Transporte
Olinda é município integrante do Grande Recife Consórcio de Transporte Metropolitano, empresa que fiscaliza o transporte público por ônibus na Região Metropolitana do Recife. O município possui, em operação, 3 terminais de ônibus integrados. Eles possuem área coberta, lanchonete e sanitários. Nos terminais, os passageiros têm a possibilidade de trocar de linha sem pagamento de nova tarifa.

## Cultura

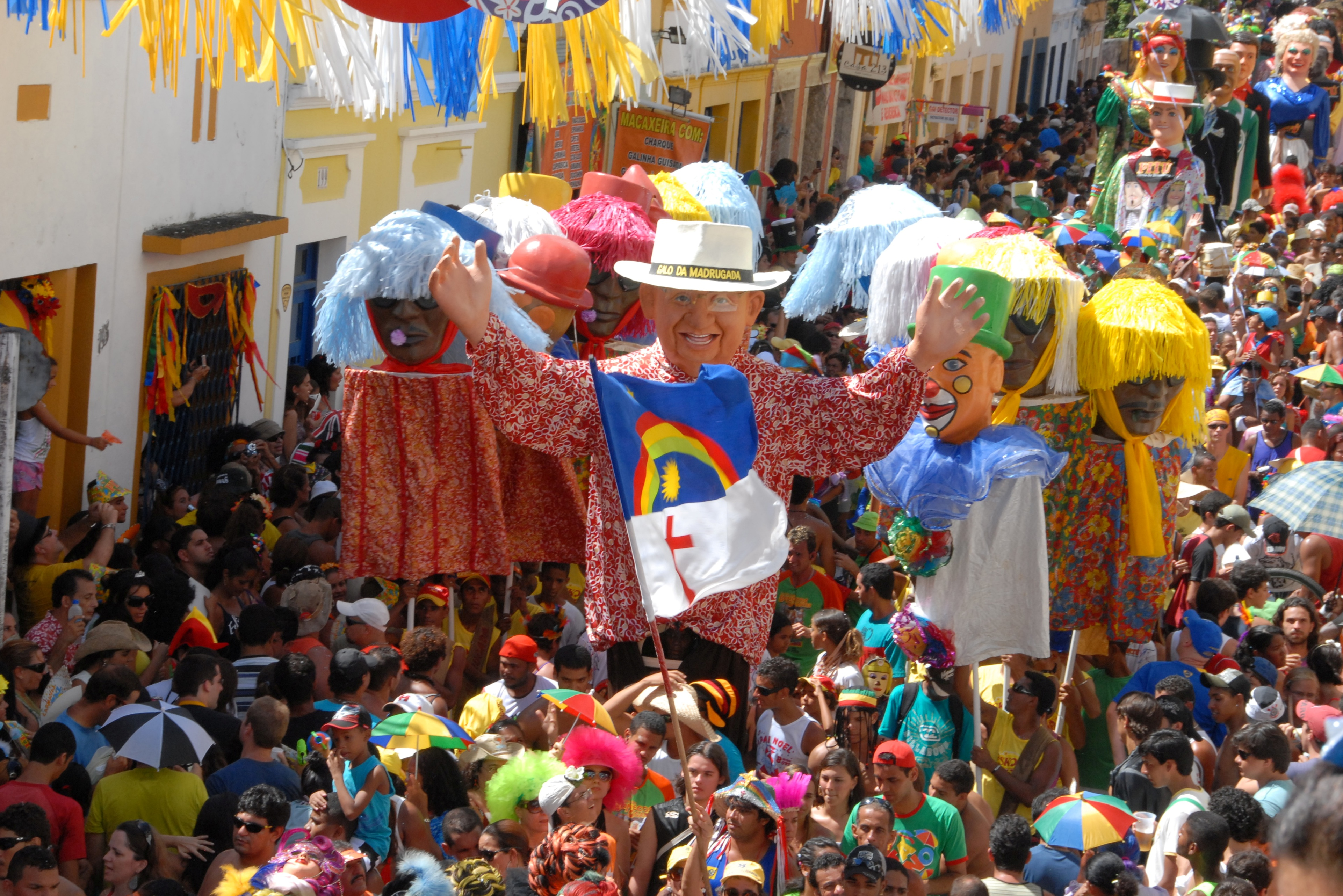
Olinda foi eleita a 1ª Capital Brasileira da Cultura, após concorrer com as cidades de Salvador e João Pessoa

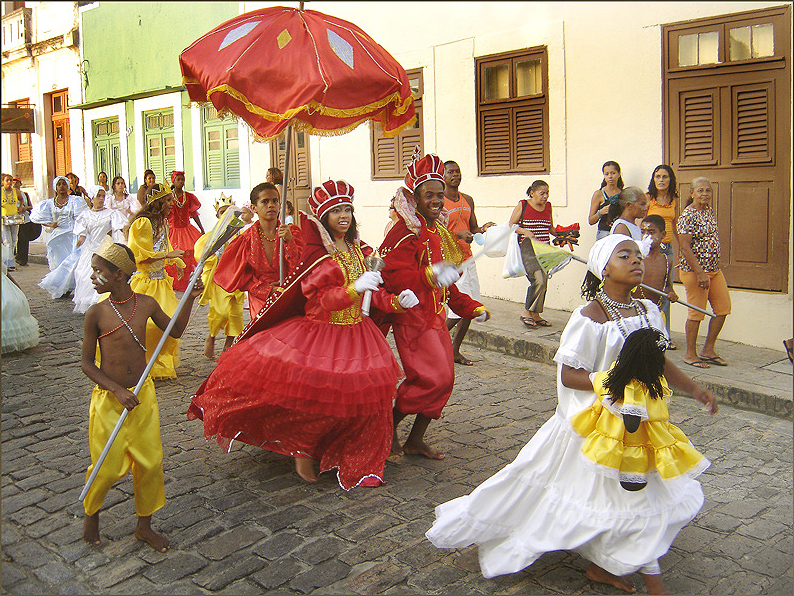
Maracatu Nação em Olinda

Além de sua beleza natural, Olinda é também um dos mais importantes centros culturais do Brasil. Foi declarada, em 1982, Patrimônio Histórico e Cultural da Humanidade pela Organização das Nações Unidas para a Educação, a Ciência e a Cultura (UNESCO).
Olinda foi eleita a primeira Capital Brasileira da Cultura no ano de 2006. Foi a primeira vez que o Brasil elegeu uma capital cultural. O projeto é uma iniciativa da organização Capital Brasileira da Cultura, com o apoio dos ministérios da Cultura e do Turismo e da UNESCO.
Olinda revive o esplendor de seu passado todos os anos durante o Carnaval Recife–Olinda, ao som do frevo, do maracatu e outros ritmos originais de Pernambuco. Há "bonecos gigantes", nos quais cabe um homem utilizando apenas suas pernas para ampará-lo; e blocos carnavalescos (com temáticas variadas, de grupos variados, geralmente acompanhados de orquestras de frevo, e/ou grupos de maracatus). É costume dos jovens molhar os transeuntes com pistolas d'água. Vários grupos também se fantasiam, seja em qual for o personagem, em geral com a intenção de chamar a atenção para si, fazer uma crítica social, animar com brincadeiras ou atrair parceiros para namoros.
Durante todo o ano, em especial no sítio histórico de Olinda, há eventos culturais, como feirinhas de artesanato, reggaes, sambas, maracatus e afoxés. Também há ambientes mais intimistas, como casas de festas, bares e restaurantes culturais - com noites literárias, gastronomia, música ao vivo etc. Circulam, no meio dessas atividades, crianças, jovens e adultos dos mais variados estilos. Também há outras localidades, à beira-mar, frequentados à noite por diversas pessoas.
Também são símbolos culturais da cidade a tapioca, comida típica, e o farol de Olinda.

### Semana Santa
A Procissão dos Passos de Olinda é um cortejo religioso que representa o caminho do Jesus até o calvário. Durante o cortejo, os fiéis visitam pequenas capelas, chamadas de passos que foram construídas entre 1773 e 1809 no Sítio Histórico da cidade, as quais só são abertas durante a procissão.
Ao todo, são cinco passos assim nomeados: Passo da Sé, Passo do Amparo, Passo dos 4 Cantos, Passo da Ribeira, Passo do Senhor Apresentado ao Povo.

## Esporte
A cidade de Olinda possui um clube no Campeonato Pernambucano de Futebol, o Olinda Futebol Clube, que joga de mandante no Estádio Municipal Eugênio de Araújo. A cidade também possui um clube de futebol de mesa, esporte oriundo do jogo de botão, e que foi oficializado como esporte pela antiga CBD (Confederação Brasileira de Desporto) no ano de 1988. O Olinda Clube de Futebol de Mesa foi fundado em 18 de Junho de 2015, no bairro de Peixinhos. Atualmente o clube participa do Campeonato Pernambucano de Futebol de Mesa nos modos Individual e por Equipes, estando presente também em competições de âmbito regional e nacional nas modalidades 12 Toques e Dadinho. O clube tem como sede a Arena Armandinho, local usado para treinamento da equipe e para realização de competições de pequeno porte, e que fica no Empresarial Pessoa de Melo no centro do Recife. O Olinda também possui uma outra sede que fica no bairro de Campo Grande, e que é exclusiva para uso das crianças da escolinha de futmesa do clube.

## Cidades-irmãs
- Colônia do Sacramento, Uruguai[47]
- Vila do Conde, Portugal[48]